# 派瓦斯
派瓦斯（西班牙語：Paiwas），是尼加拉瓜的城鎮，位於該國東部，由南大西洋自治區負責管轄，始建於1974年3月15日，面積2,375平方公里，海拔高度258米，2005年人口31,762，人口密度每平方公里13.37人。
12°48′N 85°08′W / 12.800°N 85.133°W